# Kräftiger Stockrosen-Spitzmausrüssler
|                                         |                        |
| Abb. 1: Seitenansicht                   | Abb. 2: Aufsicht       |
|                                         |                        |
| Abb. 3: Unterseite                      | Abb. 4: Vorderansicht  |
|                                         |                        |
| Abb. 5: Rüssel (M ♂, F ♀)               | Abb. 6: Vorderschienen |
|                                         |                        |
| Abb. 7: Schildchen (Brustschild rechts) |                        |

Der Kräftige Stockrosen-Spitzmausrüssler (Aspidapion validum) ist ein Käfer aus der Unterfamilie der Apioninae innerhalb der Familie der Langkäfer (Brentidae). Aspidapion wurde traditionell als Untergattung der Gattung Apion geführt. Die Gattung Aspidapion ist in Europa mit zwei Untergattungen vertreten, Aspidapion validum gehört mit vier weiteren Arten zur Untergattung Aspidapion, heißt also ausführlich Aspidapion (Aspidapion) validum.
Der Namensteil „Kräftig“ ist die Übertragung des Artnamens válidum (lat. „kräftig“) ins Deutsche und grenzt die Art gegen die sehr ähnliche ebenfalls mitteleuropäische, aber etwas kleinere Art Aspidapion radiolus ab. Der Käfer kommt fast ausschließlich auf der Stockrose vor und der Namensteil Spitzmausrüssler ist der deutsche Name für die traditionell unter Apion zusammengefassten Arten. Der Gattungsname Aspidapion (aus dem Gattungsnamen Apion und altgr. ἀσπίς „aspís, aspídos“ für „Schild“) weist auf das lange Schildchen mit zwei Höckern hin.

## Merkmale des Käfers
Der kleine Käfer mit der typischen birnenförmigen Figur der Apionidae erreicht vom Augenvorderrand bis zum Körperende gemessen eine Länge von 3,2 bis vier Millimeter und ist damit klar länger als Aspidion radiolus, der maximal drei Millimeter misst. Zusammen mit dem Rüssel misst der Käfer vier bis 4,6 Millimeter. Die Färbung mit metallisch bläulich glänzenden Flügeldecken und weniger glänzenden schwarzem Kopf und Halsschild treffen wir bei zahlreichen Arten der Familie an.
Der flache Kopf (ohne Rüssel) ist gleich breit wie lang und verbreitert sich nach hinten (Abb. 5). Er ist grob und tief punktiert. Auf der Stirn trägt er eine flache Längsfurche, die an der Rüsselwurzel ausläuft. Nach vorn ist er in einen langen Rüssel ausgezogen, der von der Seite gesehen gleichmäßig bogenförmig gekrümmt ist, an der Wurzel aber nicht gradlinig in die Stirn übergeht, sondern um etwa 10 nach oben abgeknickt ist (Abb. 1). In Länge, Dicke und Punktierung unterscheidet sich der Rüssel bei den beiden Geschlechtern deutlich. Er ist bei den Weibchen (Abb. 5 F) so lang wie der Abstand von den Augen bis zum Hinterrand des Halsschildes, und schlanker als bei den Männchen. Vor der Einlenkungsstelle der Fühler verengt er sich bogenförmig und erweitert sich wieder gegen die Spitze. Die Punktierung ist fein und der Glanz intensiver als auf dem Kopf. Beim Männchen (Abb. 5 M) ist der Rüssel nur etwas länger als der Halsschild. Über der Fühlereinlenkung ist er nur wenig verdickt, sonst durchgehend so dick wie der Oberschenkel des Vorderfußes an der breitesten Stelle, zur Spitze hin verschmälert er sich gleichmäßig und nur wenig. Er ist auch dort grob punktiert und glänzt weniger als der des Weibchens. Die elfgliedrigen Fühler sind nicht gekniet, die letzten drei Fühlerglieder bilden eine scharf abgesetzte und zugespitzte Keule, die mehr als doppelt so dick wie die dünne Fühlergeißel ist. Die etwas abgesetzte Spitze der Keule täuscht ein viertes Keulenglied vor. Die Augen sind längsoval und nur wenig gewölbt. Sie ragen seitlich nicht über die Umrisslinie des Kopfes hinaus (Abb. 5).
Der Halsschild ist so lang wie breit, in der Mitte und an der Basis gleich breit und nach vorn verengt. An der Basis ist er wenig, kurz hinter dem Vorderrand stärker eingeschnürt (Abb. 2). Von der Basis bis zur Mitte verläuft eine flache Längsfurche. Die Punktierung ist grob und die ovalen Punkte sind so groß wie die des Kopfes. In jedem Punkt entspringt eine Borste, die nach vorn anliegend und nicht länger als der Punkt ist. Bei natürlichem Licht erscheint der Halsschild matt wie der Kopf.
Die metallisch blau oder blaugrün glänzenden Flügeldecken sind sehr fein hell behaart, sodass sie mit dem bloßen Auge fast kahl erscheinen. Sie sind durch Punktreihen gestreift; die Zwischenräume sind drei- bis viermal so breit wie die Punktreihen und tragen zwei bis drei Reihen sehr feiner Punkte. Seitlich verläuft unter dem Flügeldeckenrand vom Halsschild bis zu den Hinterhüften ein Streifen mit auffallend hellen Haaren (Abb. 1).
Das Schildchen (Abb. 7) ist zweieinhalb-mal so lang wie an der Basis breit. An der Basis sitzen seitlich je ein kleiner länglicher Höcker, der von der Seite betrachtet sich deutlich bogenförmig über die Flügeldecken erheben. An der Basis sind die Höcker vereint, wodurch sie gemeinsam ein erhöhtes nach hinten geöffnetes U bilden. An der Spitze ist das Schildchen aufgebogen, doch überragt es dort die Flügeldecken nur wenig.
Schenkel und Schienen sind ungezähnt, die Tarsen viergliedrig. Die Vorderschienen der Männchen (Abb. 6 M) sind leicht nach innen gekrümmt und laufen in einen nach innen gebogenen Dorn aus. Bei den Weibchen fehlt der Dorn und die Schienen verlaufen an der Außenseite gerade (Abb. 6 F).

## Biologie
Der Käfer erscheint von Mai bis Oktober. Die Art gehört zusammen mit Aspidapion radiolus, dem Krummrüssligen Stockrosen-Spitzmausrüssler und dem Langrüssligen Stockrosenspitzmäuschen zu den mitteleuropäischen Arten der Familie, die sich vorwiegend in der Stockrose entwickeln. Zu den Wirtspflanzen gehört auch der Echte Eibisch. Nach einigen Autoren entwickelt sich die Larve im Stängel, nach anderen in den Samenanlagen.

## Verbreitung
Das Zentrum des Verbreitungsgebietes liegt in Mittel- und Vorderasien. Über Südeuropa strahlt die Art auch nach Mitteleuropa ein, wo es nach Einführung über Samen häufig zu kurzfristigen Ansiedlungen kommt. Die Art scheint sich nach Westen und Norden auszubreiten und hat vermutlich inzwischen auch Frankreich erreicht. Aus Sachsen-Anhalt liegen Funde nur vor 1950 vor, deswegen wird die Art dort in den Roten Listen unter der Kategorie 0 geführt. In Baden-Württemberg gibt es nach 1950 ein Vielfaches an Fundstellen verglichen mit den Funden vor 1950. Die Fundstellen erstrecken sich von der planaren bis zur montanen Stufe, liegen jedoch hauptsächlich in der submontanen Stufe (400 m – 700 m).

## Gefährdung
Die Art gilt in Deutschland als ungefährdet.